# Jean Grenet
Pour les articles homonymes, voir Grenet.
Jean Grenet est un chirurgien et homme politique français, né le 12 juillet 1939 à Bayonne (Pyrénées-Atlantiques) et mort le 23 février 2021 dans la même ville.

## Biographie
Jean Grenet est le fils d'Henri Grenet, homme politique et maire de Bayonne avant lui. Chirurgien, sa carrière politique débute lorsqu'il devient d'abord président de l'Aviron bayonnais, en juin 1976, véritable institution localement. Il est le père de François Grenet, footballeur professionnel ayant joué l'essentiel de sa carrière aux Girondins de Bordeaux. 
Déjà conseiller municipal depuis 1989, date à laquelle il quitte la présidence de l'Aviron bayonnais, bénéficiant de l'appui de son père et de son ancien statut de président du club omnisports bayonnais (22 sections sportives et plusieurs centaines de licenciés), Jean Grenet est élu à son tour maire de Bayonne en 1995. La même année, supléant d'Alain Lamoussoure nommé ministre par Jacques Chirac, il devient pour la première fois député de la cinquième circonscription des Pyrénées-Atlantiques. D'abord UDF, il sera ensuite membre du groupe UMP tout en restant au parti radical valoisien dont il est vice-président. 
Après la dissolution de l'assemblée par Jacques Chirac en 1997, il perd son mandat au profit de la socialiste Nicole Péry. 
En 2002, il est réélu député de la cinquième circonscription des Pyrénées-Atlantiques, profitant d'élections déroulées dans la foulée de l'élection présidentielle, qui vit le retour de la droite avec la très large réélection de Jacques Chirac face à Jean-Marie Le Pen. Député parmi les moins présents à l'assemblée nationale, Jean Grenet est avant tout maire de Bayonne qu'il dirigera d'une main de fer. 
Après deux mandats, en 2012 il se présente aux élections législatives sous l'étiquette de l'URCID mais il est battu au second tour par la socialiste Colette Capdevielle. En février 2013, il annonce qu'il ne se représentera pas à sa succession pour les municipales de 2014.
Depuis 1995, à Bayonne Jean Grenet a mené une politique dans la continuité de celle de son père, marquée par son attachement très fort à la corrida et à la section rugby de l'Aviron bayonnais.
Il a été aussi l’artisan de la redynamisation du centre-ville. Durant ses mandats, le Musée basque et de l'Histoire de Bayonne et le Théâtre municipal ont connu d’importantes et onéreuses rénovations, alors que la Ville obtenait le label « Ville d’Art et d’Histoire ». La création et le développement du secteur piétonnier ont donné un élan commercial au cœur de ville et vu fleurir bars et restaurants sur les quais. Les anciennes halles-parking d'Henri-Grenet ont fait place au marché inspiré de Baltard.
Ses mandats ont été entachés par un bon nombre de polémiques, notamment le financement à perte de la Corrida, l'obtention des locaux publics à des associations qui lui étaient proches (les Peñas), l'expulsion de l'association de musique amplifiée Ebaki en 2007, la normalisation des pratiques festives à Bayonne.
Jean Grenet est également connu pour son opposition farouche aux questions basques. Au cours de tous ses mandats, il n'aura eu de cesse de lutter contre les initiatives visant à reconnaître la langue basque, mais aussi tous les projets qui lui étaient associés.[réf. nécessaire]. Ses propos sur la tenue vestimentaire de certaines femmes pendant les Fêtes de Bayonne avaient provoqué un tollé.

## Mandats

### Mandats municipaux (Bayonne)
- 19/03/1989 - 18/06/1995 : conseiller municipal de Bayonne
- 21/06/1993 - 02/02/1995 : adjoint au maire de Bayonne
- 03/02/1995 - 18/06/1995 : maire de Bayonne (succède à son père, décédé à ce moment-là, Henri Grenet)
- 19/06/1995 - 18/03/2001 : maire de Bayonne
- 19/03/2001 - 21/03/2008 : maire de Bayonne
- 22/03/2008 - 30/03/2014 : maire de Bayonne

#### Communauté d'agglomération
- Depuis le 12/04/2008 - 12/04/2014 : président de l'agglomération Côte Basque-Adour

### Mandats cantonaux (canton de Bayonne-Est)
- 22/03/1992 - 14/02/1995 : membre du conseil général des Pyrénées-Atlantiques (arrête à cause de son accession à la mairie)

### Mandats régionaux (Aquitaine)
- 15/03/1998 - 30/06/2002 : membre du Conseil régional d'Aquitaine

### Mandats au Parlement (5e circonscription des Pyrénées-Atlantiques)
- 02/05/1993 - 13/07/1995 : député suppléant (remplace Alain Lamassoure, nommé au Gouvernement)
- 08/12/1995 - 21/04/1997 : député suppléant (remplace Alain Lamassoure, à nouveau nommé au Gouvernement)
- 19/06/2002 - 19/06/2007 : député élu
- 20/06/2007 - 2012 : député élu

#### Commissions dont il est membre
- Membre de la Commission des affaires étrangères
- Président du groupe d'étude sur la tauromachie
- Membre de la Commission d'enquête sur l'application des mesures préconisées en matière de sécurité du transport maritime des produits dangereux ou polluants et l’évaluation de leur efficacité

## Distinction
- Chevalier de la Légion d'honneur (14 juillet 2015)[8]